# Sandra Sánchez
Sandra Sánchez Jaime (* 16. September 1981 in Talavera de la Reina) ist eine spanische Karateka. In der Kata wurde sie als beste weibliche Karateka aller Zeiten ausgezeichnet. Sie gewann die Weltmeisterschaft von 2018 in dieser Kategorie und 2021 die Goldmedaille bei den Olympischen Spielen.

## Leben
Sandra Sánchez wuchs in finanziell bescheidenen Verhältnissen auf. Ihr Vater war Gärtner von Beruf. Bereits im Alter von vier Jahren meldete der Vater sie zur Tanzschule an. Da ihr der vom älteren Bruder ausgeübte Karate-Sport besser gefiel, erlaubten ihr die Eltern ebenfalls, diesen Sport auszuüben.
Sie studierte Sportwissenschaft an der Universidad de Castilla-La Mancha. Dann erkrankte ihre Mutter an Krebs. Die Pflege nahm sie so in Anspruch, dass sie nicht mehr die Zeit für ihr Training an der Elite-Sportschule Centro de Alto Rendimiento (CAR) aufbringen konnte. Nach ihrem Studienabschluss lebte sie ein knappes Jahr lang in Australien. Auch dort trainierte sie beständig Karate. Als sie 33 Jahre alt war, hieß es, sie sei zu alt, um auf höchstem Niveau in der Kata Erfolg zu haben.
Zwei Jahre lang lebte und trainierte sie in Dubai. 2015 errang sie als erste Spanierin Rang 1 auf der Weltrangliste der Frauen in der Kata. Mit dieser Leistung wurde sie, die bis dahin als „nicht gut genug“ galt, in die spanische Eliteauswahl und in das CAR aufgenommen.

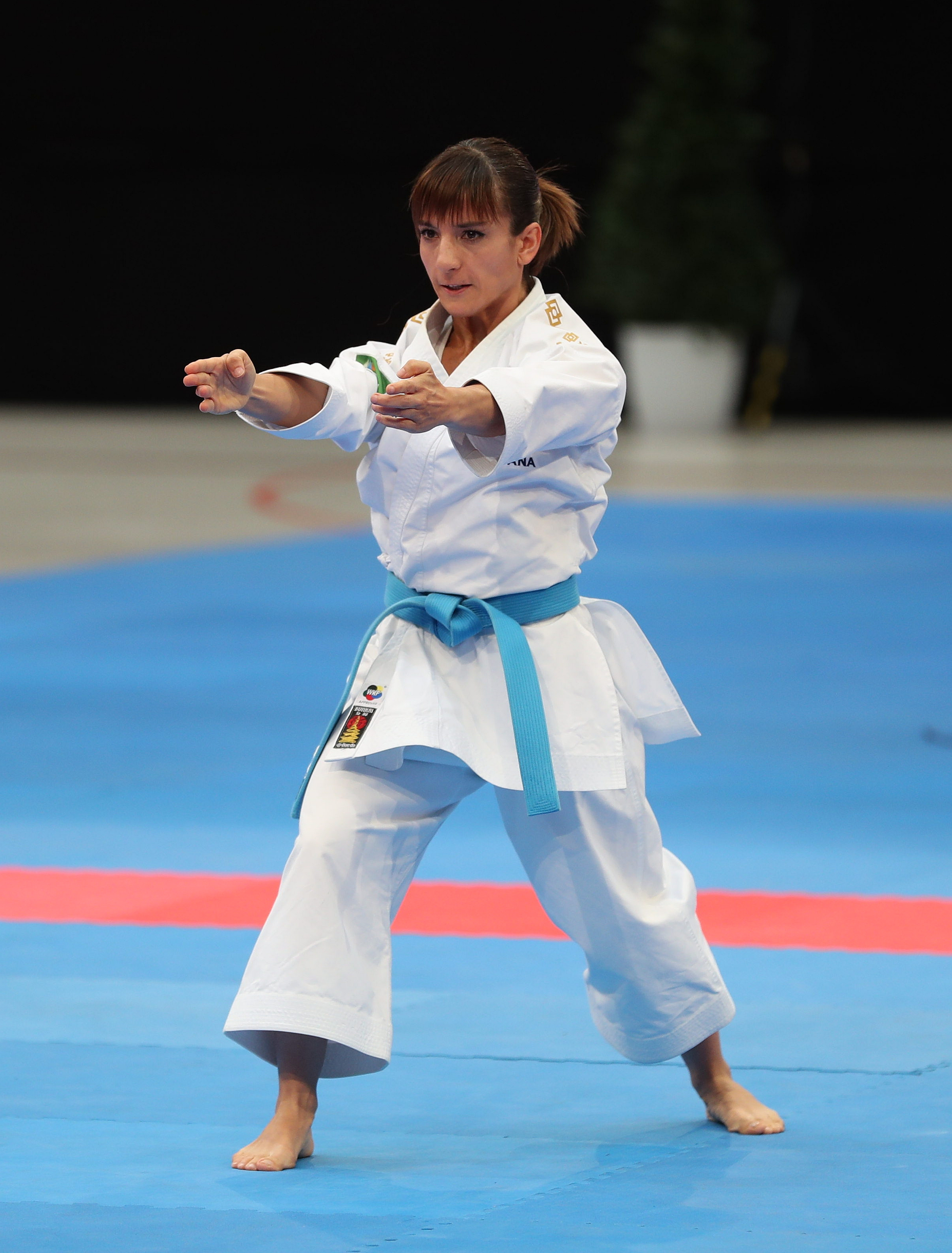
Sandra Sánchez während der Karate1 Premier League Berlin 2018

2018 gewann sie die Karate-Weltmeisterschaft gegen ihre stärkste Konkurrentin, die Japanerin Kiyou Shimizu.
Bei den Olympischen Spielen 2020 in Tokio war die Sportart Karate erstmals Teil der olympischen Wettbewerbe. Im Finalkampf besiegte Sandra Sánchez ihre japanische Konkurrentin Kiyou Shimizu mit 28,06 zu 27,88 Wertungspunkten und errang die olympische Goldmedaille. Während der Schlussfeier war sie die Fahnenträgerin ihrer Nation.
Sandra Sánchez ist seit August 2016 mit ihrem langjährigen Trainer Jesús de Moral verheiratet.
Nach dem Gewinn des Einzelwettbewerbs Kata der Damen bei den World Games 2022 in Birmingham (USA) erklärte sie ihren Rücktritt vom Wettkampfsport und geht somit als erfolgreichste Karate-Sportlerin in die Geschichte ein.

## Sportliche Erfolge (Auswahl)
| Wettbewerb                         | Jahr | Rang |
| ---------------------------------- | ---- | ---- |
| Spanische Hochschulmeisterschaften | 2001 |      |
| Spanische Hochschulmeisterschaften | 2004 |      |
| Spanische Hochschulmeisterschaften | 2005 |      |
| Spanische Hochschulmeisterschaften | 2007 |      |
| Spanische Meisterschaften          | 2015 |      |
| Spanische Meisterschaften          | 2016 |      |
| Spanische Hochschulmeisterschaften | 2017 |      |
| Spanische Meisterschaften          | 2017 |      |
| Spanische Meisterschaften          | 2018 |      |
| Spanische Meisterschaften          | 2019 |      |
| Spanische Meisterschaften          | 2020 |      |
| Spanische Meisterschaften          | 2021 |      |

| Wettbewerb                                     | Jahr | Rang |
| ---------------------------------------------- | ---- | ---- |
| Internationale Hochschulmeisterschaften        | 2004 |      |
| Internationale Hochschulmeisterschaften        | 2005 |      |
| Internationale Hochschulmeisterschaften        | 2007 |      |
| Europäische Hochschulmeisterschaften           | 2011 |      |
| Lateinamerikanische Meisterschaften in Managua | 2015 |      |
| Europäischer Sportwettkampf in Baku            | 2015 |      |
| Europameisterschaft                            | 2015 |      |
| Europameisterschaft                            | 2016 |      |
| Weltmeisterschaft                              | 2016 |      |
| Europameisterschaft                            | 2017 |      |
| Weltmeisterschaft                              | 2018 |      |
| Europameisterschaft                            | 2019 |      |
| Europameisterschaft                            | 2021 |      |
| Olympische Spiele                              | 2021 |      |
| Weltmeisterschaft                              | 2021 |      |
| Europameisterschaft                            | 2022 |      |
| World Games                                    | 2022 |      |

## Auszeichnungen (Auswahl)
- 2015 Verdienstmedaille des spanischen Olympischen Komitees.[18]
- 2017 Verdienstmedaille für Sport von Kastilien-La Mancha.[19]
- 2017 Preis der Stadt Talavera de la Reina.[19]
- 2017 Nationaler Spanischer Preis für Sport.[20]
- 2018 Preis der spanischen Sportpresse.[21]
- 2018 Goldmedaille von Kastilien-La Mancha.[22]
- 2018 Auszeichnung als beste Karateka aller Zeiten in der Kata durch die World Karate Federation.[1]
- 2018 Hija Predilecta[23] der Stadt Talavera de la Reina.[24]
- 2018 Jahrespreis des spanischen Olympischen Komitees.[25]
- 2019 Preis der EFE für die Sportlerin des Jahres (gemeinsam mit Rafael Nadal).[26]
- 2020 Eintrag in das Guinness Buch der Rekorde mit den meisten errungenen Medaillen in der höchsten Karate-Liga (35 bis zum damaligen Zeitpunkt, 36 bis März 2021).[27]